# Doratopsylla coreana
Doratopsylla coreana är en loppart som beskrevs av Darskaya 1949. Doratopsylla coreana ingår i släktet Doratopsylla och familjen mullvadsloppor.

## Underarter
Arten delas in i följande underarter:
- D. c. coreana
- D. c. araea
- D. c. jianchuanensis
- D. c. sichuanensis
- D. c. hubeiensis